# ザ・マミーズ
ザ・マミーズ (The Mammys) は、1968年ごろに活動した日本のグループ・サウンズバンド。ミノルフォンレーベル所属。

## メンバー
- 田端義継（ボーカル）
  - 田端義夫の息子。グループ解散後、レイ・田端名義でソロデビュー。
- 藤原喜久男（ボーカル）
  - 解散後、ピート・マック・ジュニア (Pete Mac, Jr.) という名義で活動。ルパン三世のテーマで知られる。
- 後藤哲也（キーボード）
- 岩本一仁（ギター）
- 伊藤一二三（ギター）
- 岡田哲也（ベース）
- 吉井克己（ドラムス）

## ディスコグラフィー
- ブーガルーNo.1／二人のブーガルー（1968年8月10日発売）唯一のシングル。
- 2001年発売のCD「カルトGSコレクション ミノルフォン編　恋のサイケデリック」に、上記の2曲に加えて「レモンの太陽（二人のブーガルー）」NGテイク、「ブーガルーNo.1」NGテイクの2曲が初収録された。

| スタブアイコン | サブスタブ | この項目は、まだ閲覧者の調べものの参照としては役立たない、音楽関係者（バンド等）に関連した書きかけの項目です。この項目を加筆・訂正などしてくださる協力者を求めています（P:音楽/PJ:芸能人）。 |